# Moravskoslezský Kočov
Pour les articles homonymes, voir Kočov (homonymie).
Moravskoslezský Kočov (en allemand : Mährisch und Schlesisch Kotzendorf ; en polonais : Morawsko-Śląski Koczów) est une commune du district de Bruntál, dans la région de Moravie-Silésie, en Tchéquie. Sa population s'élevait à 581 habitants en 2021.

## Géographie
Moravskoslezský Kočov se trouve à 4 km au sud-sud-ouest de Bruntál, à 61 km à l'ouest-nord-ouest d'Ostrava et à 216 km à l’est de Prague.
La commune est limitée par Staré Město et Bruntál au nord, par Mezina à l'est, par Lomnice et Valšov au sud, et par Václavov u Bruntálu à l'ouest.

## Histoire
La première mention écrite de la localité date de 1405.

## Administration
La commune se compose de deux quartiers :
- Moravský Kočov
- Slezský Kočov

## Transports
Par la route, Moravskoslezský Kočov se trouve à 5 km de Bruntál, à 83 km d'Ostrava et à 283 km de Prague.